# Olympische Sommerspiele 2016/Rhythmische Sportgymnastik
Bei den Olympischen Spielen 2016 in Rio de Janeiro fanden zwei Wettbewerbe der Frauen in Rhythmischer Sportgymnastik statt, der Einzelwettbewerb mit Reifen, Keulen, Bändern und Bällen sowie der Teamwettbewerb. Die Wettkämpfe wurden vom 19. bis 21. August in der HSBC Arena ausgetragen. In beiden Wettbewerben siegten jeweils russische Gymnastinnen.

## Wettbewerbe und Zeitplan
Legende zum nachfolgend dargestellten Wettkampfprogramm:
|  | Qualifikationswettkämpfe | ? | Finalentscheidungen |

Letzte Spalte: Gesamtanzahl der Entscheidungen
| Rhythmische Sportgymnastik – Einzel |  | 1 |   | 1 |
| Rhythmische Sportgymnastik – Team   |  |   | 1 | 1 |

## Ergebnisse

### Einzel
| Platz | Land | Sportlerin          | Punkte |
| ----- | ---- | ------------------- | ------ |
| 01    | RUS  | Margarita Mamun     | 76,483 |
| 02    | RUS  | Jana Kudrjawzewa    | 75,608 |
| 03    | UKR  | Hanna Risatdinowa   | 73,583 |
| 04    | KOR  | Son Yeon-jae        | 72,898 |
| 05    | BLR  | Melizina Stanjuta   | 71,133 |
| 06    | BLR  | Kazjaryna Halkina   | 70,932 |
| 07    | BUL  | Newjana Wladinowa   | 70,733 |
| 08    | ESP  | Carolina Rodríguez  | 69,949 |
| 09    | AZE  | Marina Durunda      | 69,748 |
| 10    | FRA  | Kseniya Moustafaeva | 68,240 |

### Gruppe
| Platz | Land | Sportlerinnen                                                                                     | Punkte |
| ----- | ---- | ------------------------------------------------------------------------------------------------- | ------ |
| 1     | RUS  | Wera Birjukowa Anastassija Blisnjuk Anastassija Maximowa Anastassija Tatarewa Marija Tolkatschowa | 36,233 |
| 2     | ESP  | Sandra Aguilar Artemi Gavezou Elena López Lourdes Mohedano Alejandra Quereda                      | 35,766 |
| 3     | BGR  | Reneta Kamberowa Ljubomira Kasanowa Michaela Maewska Zwetelina Najdenowa Hristiana Todorowa       | 35,766 |
| 4     | ITA  | Martina Centofanti Sofia Lodi Alessia Maurelli Marta Pagnini Camilla Patriarca                    | 35,549 |
| 5     | BLR  | Hanna Dudsjankowa Maryja Kadobina Maryja Kazjak Walerija Pischtschelina Aryna Zyzylina            | 35,299 |
| 6     | ISR  | Alona Koshevatskiy Ekaterina Levina Karina Lykhvar Ida Mayrin Yuval Filo                          | 34,549 |
| 7     | UKR  | Olena Dmytrasch Jewhenija Homon Oleksandra Hridassowa Walerija Hudym Anastassija Wosnjak          | 34,282 |
| 8     | JPN  | Airi Hatakeyama Rie Matsubara Sakura Noshitani Sayuri Sugimoto Kiko Yokota                        | 34,200 |

## Medaillenspiegel
| Platz | Land      | G | S | B | Gesamt |
| ----- | --------- | - | - | - | ------ |
| 1     | Russland  | 2 | 1 | – | 3      |
| 2     | Spanien   | – | 1 | – | 1      |
| 3     | Bulgarien | – | – | 1 | 1      |
| 3     | Ukraine   | – | – | 1 | 1      |
| Total | Total     | 2 | 2 | 2 | 6      |